# Microscopio a fluorescenza

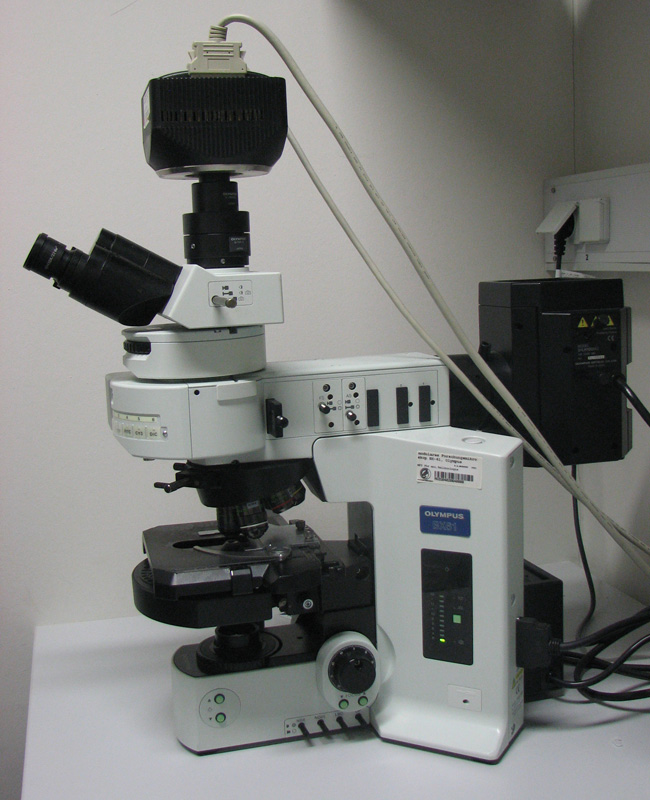
Un microscopio a fluorescenza (Olympus BX61), accoppiato ad una fotocamera digitale.

Un microscopio a fluorescenza è un microscopio ottico utilizzato per studiare campioni organici o inorganici sfruttando i fenomeni della fluorescenza e della fosforescenza indotti nel campione. I microscopi ottici tradizionali sfruttano invece fenomeni come la riflessione o l'assorbimento della luce direttamente illuminante il campione osservato.

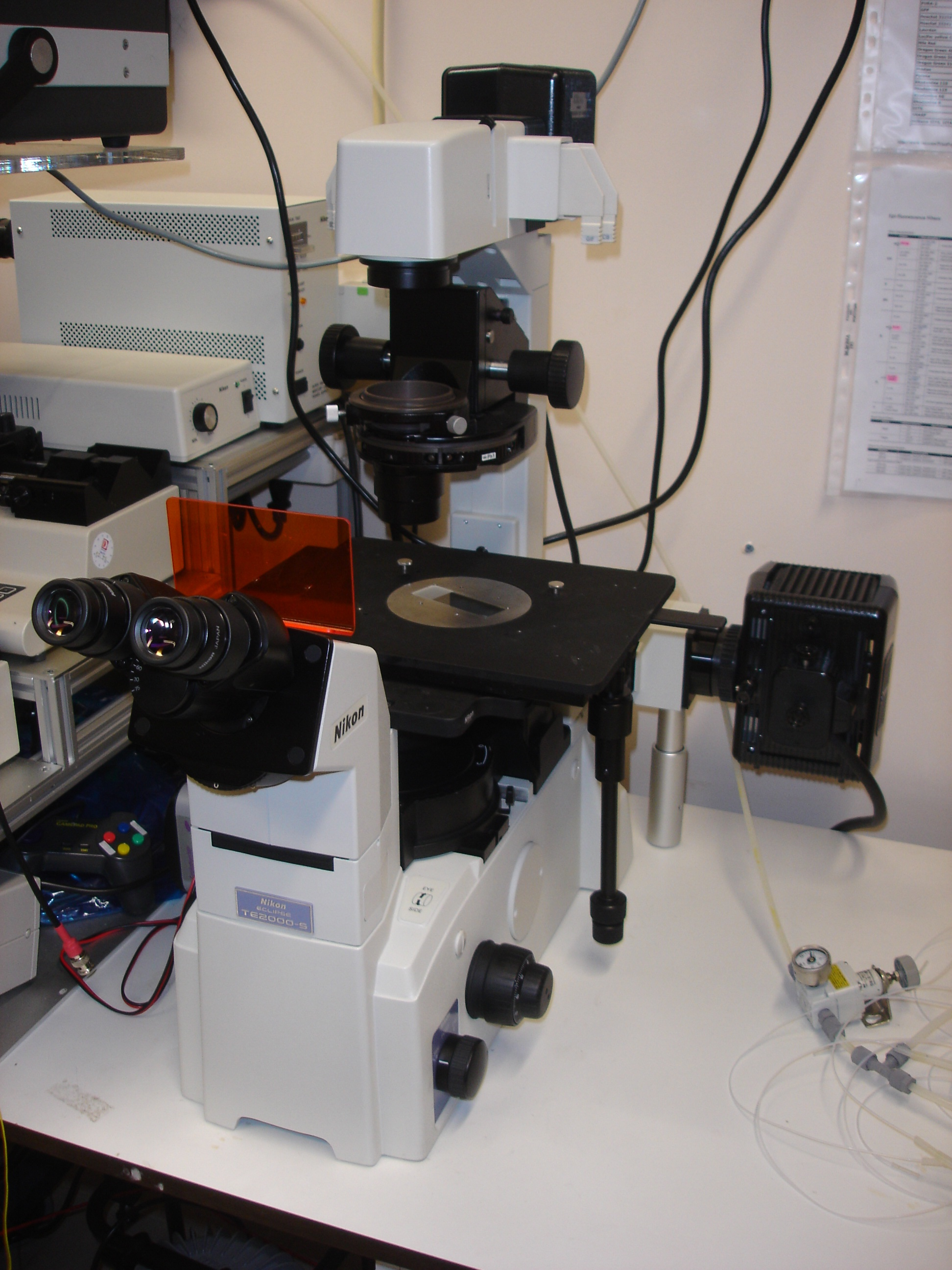
Un microscopio a fluorescenza invertito (Nikon TE2000). Notare la piattaforma arancione che consente all'operatore di vedere il campione, ma che lo protegge al contempo dalla luce UV utilizzata per l'eccitazione.

## Tecnica
I primi utilizzi pratici della tecnica provenivano dall'esperienza relativa all'utilizzo di luce ultravioletta nell'osservazione di campioni microscopici. I problemi derivanti dall'utilizzo di lunghezze d'onda invisibili all'occhio umano spostarono presto l'attenzione verso l'osservazione dei fenomeni di fluorescenza indotti nel campione dalle stesse radiazioni. I successivi utilizzi passarono per l'osservazione di preparati naturalmente passibili di fluorescenza, in genere con strumenti a luce trasmessa, ma col tempo, per differenti motivazioni inerenti all'ottica strumentale, si passò al microscopio ad epifluorescenza, con la sorgente non allineata con l'osservatore. Il passo successivo fu la marcatura di campioni non fluorescenti e l'utilizzo di lunghezze d'onda non necessariamente nello spettro UV.

Nell'utilizzo più diffuso attualmente, il componente di interesse nel campione viene marcato in maniera specifica con una molecola fluorescente, detta fluoroforo (alcuni esempi sono la GFP, la fluoresceina o il DyLight Fluor).  Il campione viene quindi illuminato con un fascio di luce di una specifica lunghezza d'onda, che viene assorbita dal fluoroforo, causandone l'emissione di luce a lunghezze d'onda maggiori (e quindi di colore diverso dalla luce assorbita).  La luce eccitante viene separata dalla luce emessa, che è molto più debole, grazie all'uso di un filtro. I componenti tipici di un microscopio a fluorescenza sono: una sorgente di luce (lampada ad arco allo xeno, o ai vapori di mercurio, oppure LED di elevata potenza), un filtro di eccitazione, uno specchio dicroico, un filtro di emissione. I filtri e gli specchi dicroici sono scelti in base alle caratteristiche di eccitazione ed emissione del fluoroforo utilizzato; in questo modo si può osservare un singolo colore alla volta. Si possono anche comporre immagini a più colori combinando fra loro le immagini a singolo colore, realizzate con differenti fluorofori.
Gran parte dei microscopi a fluorescenza utilizzati sono microscopi ad epifluorescenza, nei quali l'eccitazione e l'osservazione della fluorescenza avvengono da sopra (epi–) il campione, e comunque fuori asse rispetto all'osservatore. Questi microscopi sono diventati importanti strumenti nel campo della biologia, aprendo inoltre le porte alla progettazione di microscopi sempre più avanzati e complessi, come il microscopio confocale e il TIRF (Total Internal Reflection Fluorescence microscope). Il Vertico SMI combina, infine, la microscopia con la modulazione spaziale dell'illuminazione, raggiungendo risoluzioni lineari inferiori ai 10 nanometri (1 nanometro = 1 nm = 1 × 10−9 m)..
I fluorofori possono perdere le loro caratteristiche di fluorescenza quando illuminati; il processo è detto photobleaching. Per evitare il photobleaching, si possono adottare diversi provvedimenti: ad esempio, possono essere usati fluorofori più resistenti, si può minimizzare l'illuminazione o, in alternativa, si può utilizzare un particolare tipo di reazione chimica, nota come scavenger chemistry.

### Driver: progressi tecnologici in microscopia
I progressi tecnologici nella microscopia includono la digitalizzazione, l'imaging delle cellule vive, la super risoluzione e i metodi ad alto rendimento. Questi progressi servono a ridurre i costi del prodotto e dei test.
I recenti sviluppi nei microscopi includono microscopi ad espansione, microscopi a scansione di elio (SHeM), microscopi multi-view e flussi di lavoro di microscopia integrata. La microscopia digitale è l'ultima tendenza nel mercato della microscopia. L'imaging digitale offre una risoluzione dell'immagine migliorata con maggiore precisione, portando a immagini meno distorte e consentendo una migliore visualizzazione dei campioni. Lo sviluppo di sistemi di scansione di interi vetrini è un fattore importante che ha accelerato l'adozione della microscopia digitale. Questi sistemi offrono una visualizzazione approfondita dei campioni con immagini 2D e 3D utilizzati in ricerca e sviluppo, medicina legale, controllo qualità e analisi dei guasti. Gli operatori del mercato offrono vari prodotti di microscopia digitale come ShuttlePix P-400R (Nikon), Leica DVM6 (Danaher) e Celldiscoverer 7 (Carl Zeiss).

## Microscopia a epifluorescenza

Immagine schematica di un microscopio a fluorescenza.

La microscopia ad epifluorescenza è un particolare metodo di microscopia a fluorescenza, largamente utilizzato nell'ambito della biologia. La luce di eccitazione proviene da sopra il campione (o da sotto, nei microscopi invertiti) e attraversa prima l'obiettivo, poi il campione stesso. La fluorescenza che origina dal campione crea la cosiddetta luce di emissione, che viene focalizzata su un rivelatore dallo stesso obiettivo attraverso cui è passato il fascio di eccitazione. La luce di eccitazione è rimossa dal segnale emesso dal campione mediante un filtro, posto tra l'obiettivo e il rivelatore.

## Galleria d'immagini

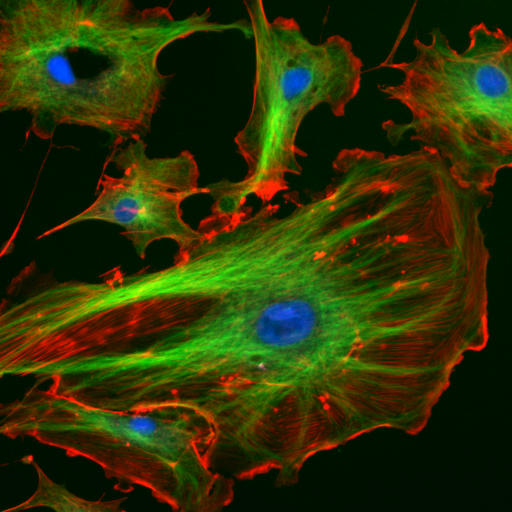
Cellule endoteliali al microscopio a fluorescenza. I nuclei sono evidenziati in blu con il DAPI, i microtubuli in verde con un anticorpo legato al FITC e i filamenti di actina sono marcati in rosso mediante falloidina coniugata al TRITC. Cellule da arteria polmonare bovina.
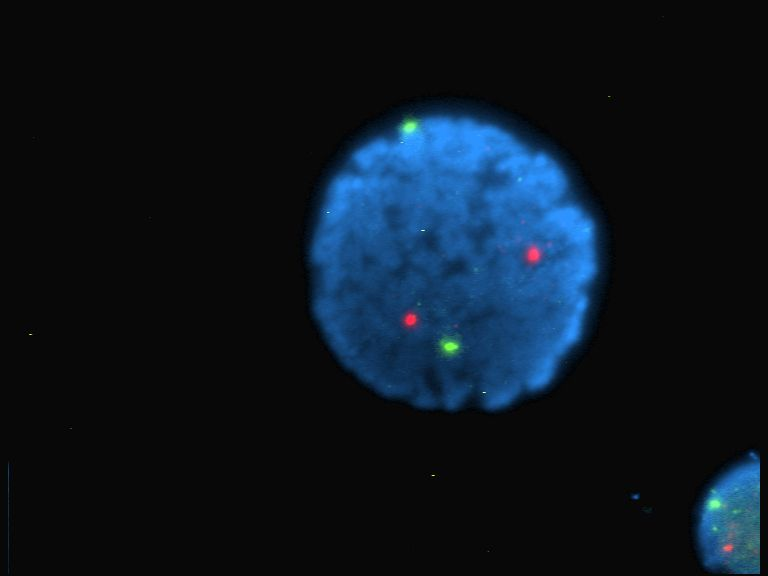
Nucleo di un linfocita umano colorato con DAPI; sono visibili i centromeri dei cromosomi 13 (verde) e 21 (rosso) evidenziati mediante tecnica FISH (Fluorescent In Situ Hybridization)
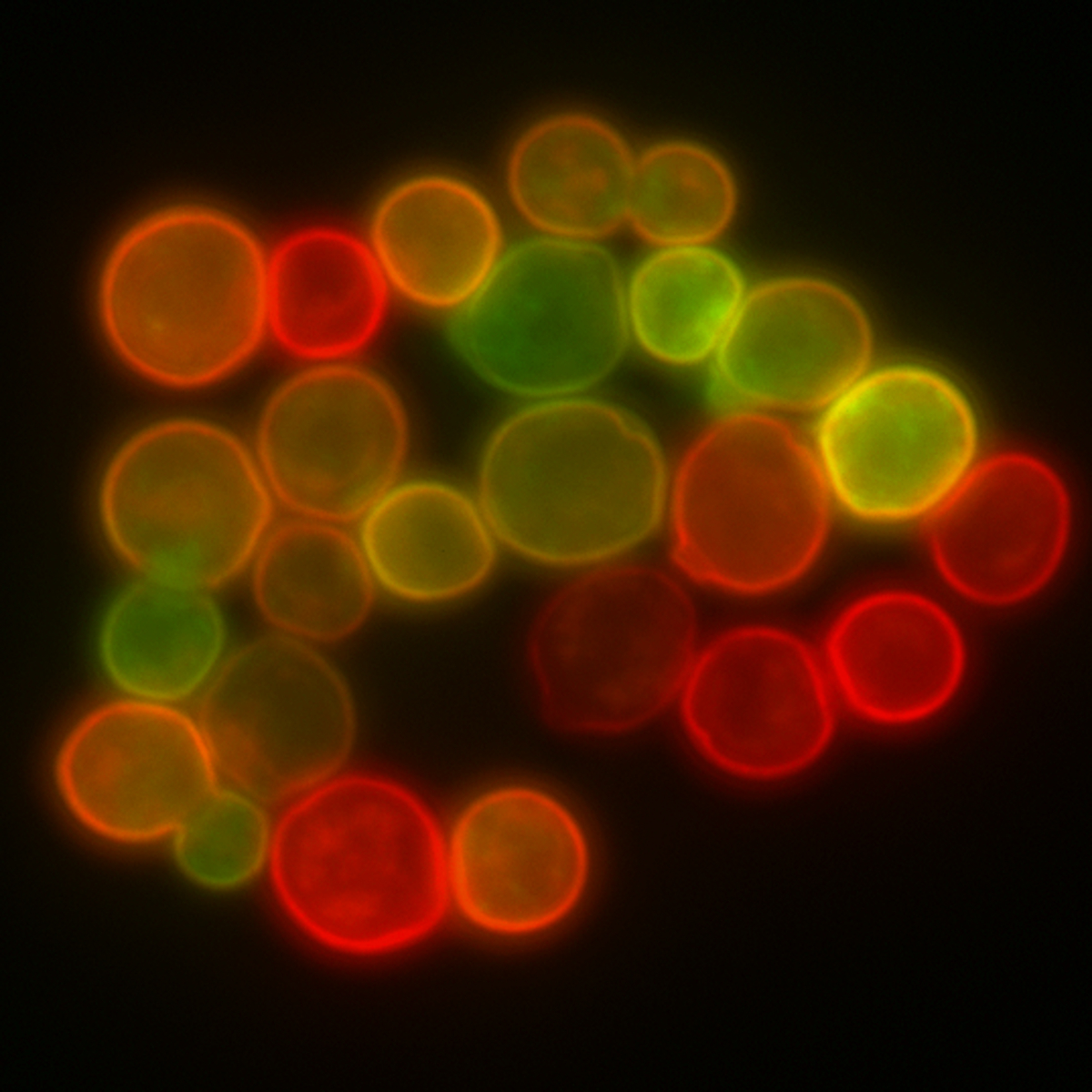
Membrane cellulari di lievito visualizzate mediante proteine di membrana fuse a RFP (Red Fluorescent Protein) o GFP (Green Fluorescent Protein). La sovrapposizione della luce emessa da entrambe le proteine fluorescenti risulta di colore giallo.

Super risoluzione di GFP con il microscopio Vertico SMI di Christoph Cremer
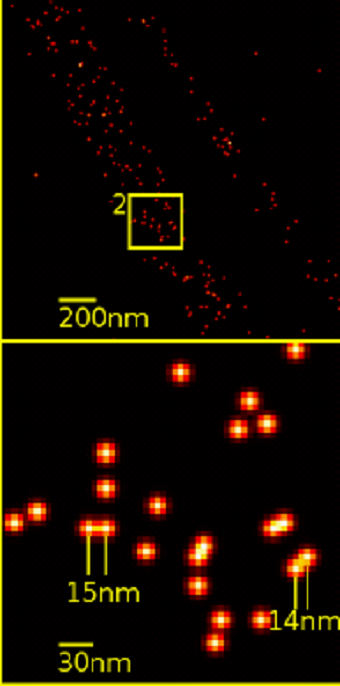
Localizzazione di molecole YFP in una cellula (15 nm distanza), tecnologia SPDMphymod
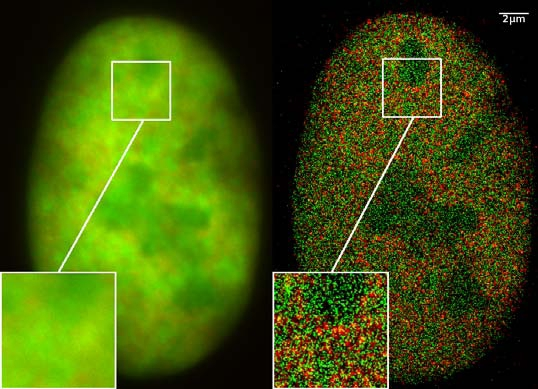
Colocalizzazione di molecole GFP e RFP (120.000 molecole) tecnologia 2CLM